# Giovanni Inghilleri
Giovanni Inghilleri (Porto Empedocle, Sicília, 9 de març de 1894 - Milà, 9 de desembre de 1959) va ser un baríton italià.
Va estudiar piano i composició al Conservatori de San Pietro a Majella de Nàpols i abans de començar a cantar va treballar com a pianista per a acompanyar cantants. El 1919 va debutar al Teatro Carcano de Milà, en el paper de Valentin del Faust de Charles Gounod. Després va començar a cantar amb gran èxit als teatres més importats d'Itàlia, com el Teatro dell'Opera di Roma, el San Carlo de Nàpols i La Scala de Milà. El 1928 va ser rebut amb èxit al Covent Garden de Londres, on va cantar l'òpera Pagliacci, admiració que es va repetir les següents dues temporades i després de nou el 1935. En una d'aquestes actuacions a Londres, es va elogiar l'estabilitat de to i fraseig impecable a La traviata, amb Rosa Ponselle i Beniamino Gigli. També va cantar a Chicago el 1929, i posteriorment a França. A Catalunya, al Gran Teatre del Liceu, el 1935 hi va cantar Tosca i hi va cantar diverses vegades fins a l'any 1950. El 1936 va crear Giulio Cesare de Gian Francesco Malipiero a Gènova. El 1953 va fer la seva última actuació al Teatro Carlo Felice de Genova. Després va ser professor de cant en els conservatoris de Pesaro i de Milà. També va compondre música simfònica i de càmera, un ballet i l'òpera La burla.